# Whitestown (Town, Vernon County)
Die Town of Whitestown ist eine von 21 Towns im Vernon County im US-amerikanischen Bundesstaat Wisconsin. Im Jahr 2010 hatte die Town of Whitestown 502 Einwohner.
Town hat in Wisconsin eine grundlegend andere Bedeutung, als im übrigen englischsprachigen Bereich. Vielmehr entspricht sie den in den anderen US-Bundesstaaten üblichen Townships, die nach dem County die nächstkleinere Verwaltungseinheit bilden.

## Geografie
Die Town of Whitestown liegt im Südwesten Wisconsins und wird vom Kickapoo River durchflossen, einem rechten Nebenfluss des in den Mississippi mündenden Wisconsin River. Der am Mississippi gelegene Schnittpunkt der drei Bundesstaaten Minnesota, Iowa und Wisconsin befindet sich rund 80 km westsüdwestlich.
Die Town of Whitestown liegt in der Driftless Area genannten eiszeitlich geformten Region, die sich über das südöstliche Minnesota, das südwestliche Wisconsin, das nordöstliche Iowa und das äußerste nordwestliche Illinois erstreckt. Bei der letzten Eiszeit, der so genannten Wisconsin Glaciation, blieb die Region eisfrei, sodass sich die Flusstäler auch während dieser Zeit tiefer in das Plateau einschneiden konnten.
Die geografischen Koordinaten des Zentrums der Town of Whitestown sind 43°40′43″ nördlicher Breite und 90°36′32″ westlicher Länge. Sie erstreckt sich über eine Fläche von 90,7 km². 
Die Town of Whitestown liegt im Nordosten des Vernon County und grenzt an folgende Nachbartowns und selbstständige Gemeinden:
| Town of Jefferson (Monroe County) | Town of Sheldon (Monroe County) Village of Ontario | Town of Wellington (Monroe County) |
| Town of Clinton                   | Kompassrose, die auf Nachbargemeinden zeigt        | Town of Forest                     |
| Town of Webster                   | Town of Stark                                      | Town of Union                      |

## Verkehr
Der Wisconsin State Highway 131 führt in Nord-Süd-Richtung durch die Town of Whitestown; durch den Nordosten führt der Wisconsin State Highway 33. Daneben führen noch die County Highways F und P durch das Gebiet der Town. Alle weiteren Straßen sind untergeordnete Landstraßen, teils unbefestigte Fahrwege sowie innerörtliche Verbindungsstraßen.
Die nächsten Flughäfen sind der La Crosse Regional Airport (rund 75 km westnordwestlich), der Rochester International Airport in Rochester, Minnesota (rund 185 km westlich) und der Dane County Regional Airport in Wisconsins Hauptstadt Madison (rund 155 km südöstlich).

## Bevölkerung
Nach der Volkszählung im Jahr 2010 lebten in der Town of Whitestown 502 Menschen in 193 Haushalten. Die Bevölkerungsdichte betrug 5,5 Einwohner pro Quadratkilometer. In den 193 Haushalten lebten statistisch je 2,6 Personen. 
Ethnisch betrachtet bestand die Bevölkerung mit vier Ausnahmen nur aus Weißen. Unabhängig von der ethnischen Zugehörigkeit waren 0,6 Prozent der Bevölkerung spanischer oder lateinamerikanischer Abstammung. 
26,5 Prozent der Bevölkerung waren unter 18 Jahre alt, 57,0 Prozent waren zwischen 18 und 64 und 16,5 Prozent waren 65 Jahre oder älter. 46,8 Prozent der Bevölkerung war weiblich.
Das mittlere jährliche Einkommen eines Haushalts lag bei 51.429 USD. Das Pro-Kopf-Einkommen betrug 20.199 USD. 32,4 Prozent der Einwohner lebten unterhalb der Armutsgrenze.

## Ortschaften in der Town of Whitestown
Neben Streubesiedlung existiert in der Town of Whitestown mit Rockton noch eine gemeindefreie Siedlung.